# Enova International
Enova International ist ein 2004 gegründeter US-amerikanischer Finanzdienstleister mit Sitz in Chicago, der sich auf die Vermittlung von Kreditprodukten an Privatverbraucher und kleinere und mittlere Unternehmen spezialisiert hat.
Ende 2014 ließ sich die Gesellschaft, die von der US-Ausgabe des Magazins Computerworld aus dem Hause International Data Group bis dahin zweimal in der Liste „Top 100 Best Places to Work in IT“ aufgeführt wurde, an der NYSE listen. Im Jahr der Börsennotierung liegt die Zahl der Mitarbeiter bei 1.100.

## Marken/Produkte
Die Gesellschaft agiert in Nord- und Südamerika sowie in Europa mit verschiedenen Marken. Den Schwerpunkt des Geschäfts bildet dabei der Heimatmarkt.

### Nordamerika
- Enova Decisions: Analysedienst für Unternehmen, um sofortige datengesteuerte Entscheidungen zu treffen
- NetCredit:  Online-Kreditgeber für Privatkredite in den USA
- Headway Capital: Kreditlinien für Kleinunternehmer
- CashNetUSA: kurzfristige Bar- und Ratenkredite für Verbraucher über das Internet
- The Business Backer: Finanzierung für wachsende Kleinunternehmen

### Südamerika
- Simplic: Online-Kreditvergabe an Privatverbraucher Brasilien

### Europa
- CashEuroNet UK: Kreditvergabe an Privatverbraucher mit „nicht-perfekten“ Werten beim Kreditscoring
- QuickQuid: kurzfristige Online-Kredite für Privatverbraucher in Großbritannien
- Pounds to Pocket: mittelfristige Online-Kredite für Privatverbraucher mit 6 bis 12 Monaten Laufzeit
- On Stride Financial: ungesicherte Privatkredite mit Rückzahlungsbedingungen von ein oder zwei Jahren